# La Petite Rivière (rivière Saint-Maurice)
Pour les articles homonymes, voir La Petite Rivière.
La Petite Rivière est un affluent de la rive est de la rivière Saint-Maurice, coulant généralement vers l'ouest, entièrement dans la municipalité de Trois-Rives, dans la municipalité régionale de comté (MRC) de Mékinac, dans la région administrative de la Mauricie, au Québec, au Canada.
La rivière coule dans une petite vallée étroite et sauvage qui se creuse progressivement en approchant de la rivière Saint-Maurice. Annuellement, la surface de la rivière est généralement gelée de la mi-décembre à la mi-mars.
Le chemin du lac-Dargis longe la rive sud des lacs de tête (lac Dawson et lac Dickey), puis longe la rive nord de La Petite Rivière. Ces deux lacs sont séparés par une presqu’île d’une longueur de 1,0 km et d’une largeur variant de 0,4 km à 0,5 km, rattachée à la rive nord.
L’activité économique du bassin versant du La Petite Rivière est la foresterie. L’activité récréotouristique s’est développée progressivement depuis le début du XIXe siècle.

## Géographie
La Petite Rivière prend sa source à l’embouchure du lac Dawson (longueur : 2,0 km ; altitude : 300 m). Ce lac est enclavé de montagnes dont un sommet atteint 379 m du côté nord-est.
À partir de l’embouchure du lac Dawson, La Petite Rivière coule sur 8,3 km, selon les segments suivants :
- 0,2 km vers le nord-ouest, jusqu’à la rive sud-ouest du lac Dickey ;
- 2,2 km vers le nord-ouest en traversant le lac Dickey (altitude : 300 m) sur sa pleine longueur, jusqu’au barrage situé à son embouchure ;
- 3,6 km vers l'ouest, jusqu’à la décharge (venant du nord-est) d’un ensemble de quatre lacs dont le lac Lamonte ;
- 2,3 km vers le sud-est en formant un crochet vers le sud et en coupant la route 155, jusqu'à la confluence de la rivière[1].

La Petite Rivière se déverse sur la rive est de la rivière Saint-Maurice, face au Parc national de la Mauricie. Cette confluence est située à :
- 1,2 km en aval de l’île aux Noix, laquelle fait face au hameau de Grande-Anse ;
- 6,5 km en aval de la confluence de la rivière Grosbois ;
- 17,0 km en amont de la confluence de la rivière du Caribou.

## Toponymie
L'arpenteur-géomètre, J. Barnard, écrivait dans son rapport du 19 août 1874 : « La petite rivière Batiscan, par où se déchargent les lacs Dickay et Dawson, offrent des pouvoirs d'eau magnifiques ». Aujourd’hui, la petite rivière Batiscan est désignée la Petite Rivière. Jadis, la rivière des Prairies était sans doute le petit détroit encaissée entre le lac Dawson et le lac Dickey.
Le toponyme La Petite Rivière a été officialisé le 5 décembre 1968 à la Commission de toponymie du Québec.